# Гінцбург Ілля Якович
Ілля Якович Гінцбург (справжнє ім'я та прізвище — Еліаш Ґінзбург) (* 28 (15 ст. ст.) травня 1859, Гродно — † 31 січня 1939, Ленінград) — російський та радянський скульптор, академік Петербурзької академії мистецтв (1911), професор художніх майстерень (1918).

## Життєпис
Народився 28 (15 ст. ст.) травня 1859 року в  Гродно (Білорусь), провів дитинство у Вільно (Литва). Тут вперше почав проявляти хист до малювання та пластики. Талант юного Еліаша Ґінзбурга примітив російський скульптор М. М. Антокольський, який у 1870 році взяв його до числа учнів своєї майстерні в Санкт-Петербурзі, згодом Гінцбург супроводжуватиме Антокольського в поїздці по Італії.
1878 року І. Я. Гінцбург вступив до Петербурзької академії мистецтв на скульптурний відділ. Вчився у О. Р. фон Бока, І. І. Подозерова, М. А. Лаверецького, В. В. Стасова. За роботу «Плач пророка Єремії на руїнах Єрусалиму» отримав Золоту медаль Петербурзької академії мистецтв та звання Класного художника 1 ступеня (1886).
1911 року удостоєний звання академіка Петербурзької академії мистецтв. За своїми мистецькими погдядами тяжіє до передвижників.
У 1918 році отримує звання професора та стає керівником скульптурних майстерень при петроградських Державних вільних художніх майстернях. Впродовж 1921–1923 років був деканом скульптурного факультету Вищих художньо-технічних майстерень. У цей час бере участь у здійсненні радянського плану монументальної пропаганди.
Останні роки життя присвятив переважно літературній роботі та мемуарам.
Помер у Ленінграді 31 січня 1939 року, похований на території некрополя майстрів мистецтв Олександро-Невської лаври.

## Основні роботи

### У малій пластиці
Портретні статуетки
- Айвазовський І. К.
- Антокольський М. М.
- Верещагін В. В.
- Крамськой І. М.
- Менделєєв Д. І.
- Римський-Корсаков М. А.
- Рєпін І. Ю.
- Суриков В. І.
- Толстой Л. М.
- Тургенєв І. С.
- Шишкін І. І.

Жанрові композиції
- «Хлопчик, що збирається купатись» (1886)
- "Молодий музика "(1890)
- "Перша казка "(1892)
- «Лютий 1917 року»
- «Жовтень»
- «Травневі урочистості»

### Монументальні твори
- Надгробок Кістяківському О. Ф. (Київ, 1885)
- П'єдестальна частина надгробка С. Надсону (за проєктом Антокольського М. М., Санкт-Петербург, 1891)
- Надгробок Боткіну С. П. (Санкт-Петербург, 1896)
- Пам'ятник Пушкіну О. С. (Дніпро, 1901)
- Надгробок Стасову В. В. (Санкт-Петербург, 1908)
- Пам'ятник Гоголю М. В. (Великі Сорочинці, 1911)
- Пам'ятник Плеханову Г. В. (Санкт-Петербург, 1925; у співавторстві з М. Я. Харламовим)
- Пам'ятник Айвазовському І. К. (Феодосія, 1930)
- Пам'ятник Менделєєву Д. І. (Санкт-Петербург, 1932)
- Пам'ятник Коцюбинському М. М. (Чернігів, 1939)

## Літературна спадщина
- «З мого життя» (1908);
- «З минулого» (1924);
- Написав також низку художньо-критичних статей.

## Галерея

Надгробок Кістяківському О. Ф., Київ, 1885
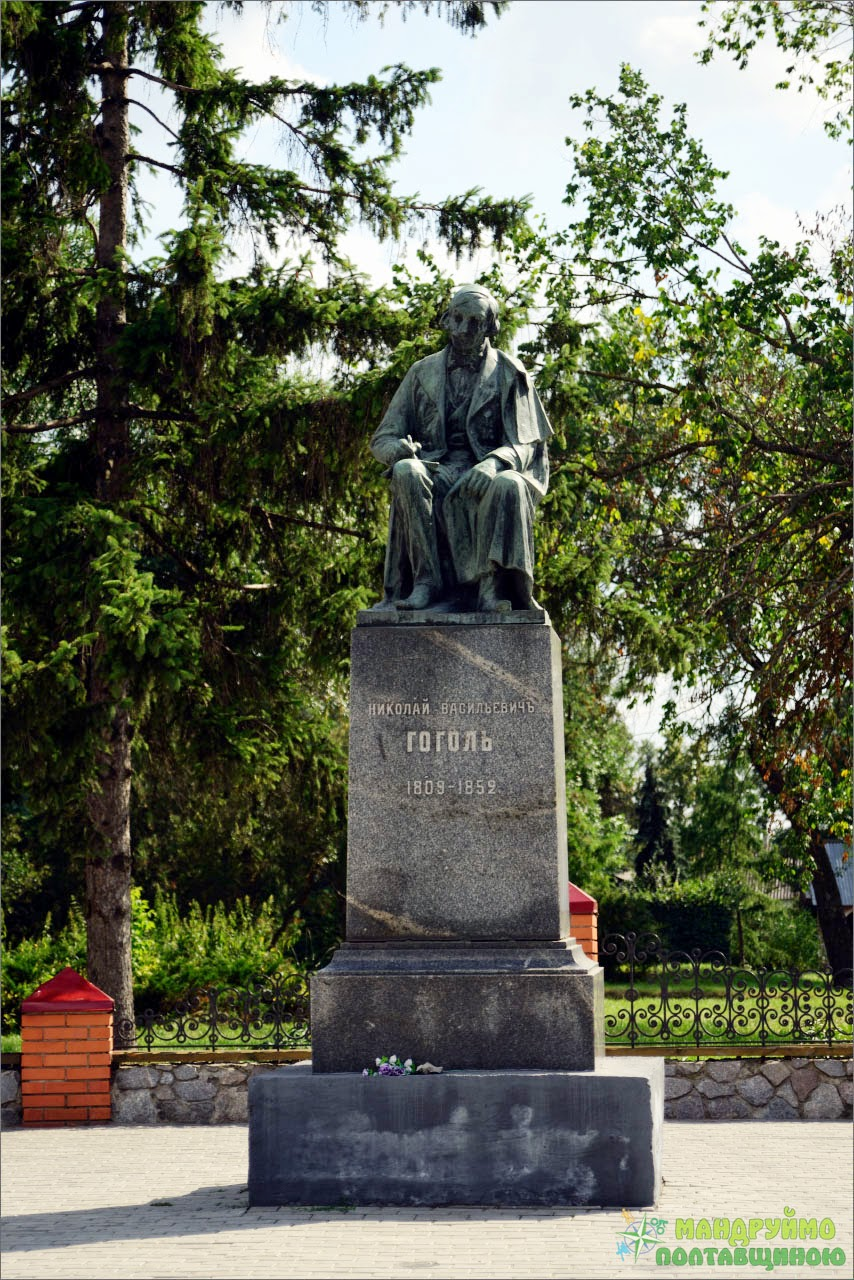
Пам'ятник Гоголю М. В., Великі Сорочинці, 1911
Пам'ятник Айвазовському І. К., Феодосія, 1930
Пам'ятник Коцюбинському М. М., Чернігів, 1939